# Johan Jacobssons Minne
Johan Jacobssons Minne är ett årligt travlopp för 3- och 4-åriga varmblod som körs på Jägersro i Malmö. Loppet går av stapeln under samma tävlingsdag som Svensk Uppfödningslöpning. Loppet körs över 2140 meter med voltstart. Loppets 4-åringar startar med 20 meters tillägg. Förstapris är 150 000 kronor.

## Vinnare
| År   | Häst              | Kusk              | Tränare         | Tid    | Distans |
| ---- | ----------------- | ----------------- | --------------- | ------ | ------- |
| 2024 | Make Or Break Zaz | Ken Ecce          | Ken Ecce        | 1.11,9 | 2160    |
| 2023 | Jikken            | Örjan Kihlström   | Daniel Redén    | 1.14,0 | 2160    |
| 2022 | Lorenzo Boko      | Thomas Uhrberg    | Jerry Riordan   | 1.13,5 | 2160    |
| 2021 | Akilles Face      | Adrian Kolgjini   | Adrian Kolgjini | 1.13,8 | 2140    |
| 2020 | Mellby Ironman    | Robert Bergh      | Robert Bergh    | 1.15,3 | 2140    |
| 2019 | Campo Bahia       | Conrad Lugauer    | Conrad Lugauer  | 1.12,3 | 2160    |
| 2018 | Candy la Marc     | Erik Adielsson    | Lars Marcussen  | 1.13,1 | 2160    |
| 2017 | Neelix            | Adrian Kolgjini   | Lutfi Kolgjini  | 1.14,1 | 2140    |
| 2016 | Stepping Spaceboy | Stefan Söderkvist | Admir Zukanovic | 1.14,3 | 2140    |
| 2015 | Timbal            | Örjan Kihlström   | Robert Bergh    | 1.14,5 | 2140    |
| 2014 | Riff Kronos       | Veijo Heiskanen   | Veijo Heiskanen | 1.13,2 | 2160    |
| 2013 | Dreams Take Time  | Johnny Takter     | Lars I. Nilsson | 1.13,8 | 2160    |
| 2012 | Edward Ale        | Peter Ingves      | Petri Puro      | 1.13,4 | 2160    |
| 2011 | Edward Ale        | Peter Ingves      | Petri Puro      | 1.14,1 | 2140    |
| 2010 | Juggle Face       | Lutfi Kolgjini    | Lutfi Kolgjini  | 1.14,0 | 2160    |
| 2009 | Greve Bravur      | Per Nordström     | Mats Rånlund    | 1.15,5 | 2140    |
| 2008 | Louisville Ås     | Veijo Heiskanen   | Veijo Heiskanen | 1.16,3 | 2140    |
| 2007 | Heatison          | Conrad Lugauer    | Joakim Lövgren  | 1.14,7 | 2160    |
| 2006 | Nicolas Cake      | Stefan Persson    | Stefan Persson  | 1.15,2 | 2160    |
| 2005 | Jewish Banker     | Thomas Uhrberg    | Kari Lähdekorpi | 1.15,4 | 2160    |
| 2004 | Beddinge Boy      | Lennart Forsgren  | Mats Rånlund    | 1.17,1 | 2140    |